# Генрих I (герцог Лимбурга)
Генрих I Лимбургский (фр. Henri I de Limbourg, нем. Heinrich I von Limburg; ок. 1059 — 1119) — граф Арлона и Лимбурга примерно с 1082 года, пфальцграф Лотарингии 1095 года, герцог Нижней Лотарингии (под именем Генрих II) в 1101—1106 годах, герцог Лимбурга с 1106 года, сын или зять Валерана (Вальрама) I, графа Лимбурга и Арлона.

## Происхождение
По традиционной генеалогии Генрих считается сыном Валерана (Вальрама), графа Лимбурга и Арлона. Однако существует и другая версия его происхождения. В акте монастыря Св. Альберта в Ахене, датируемом 1061 годом, графом Лимбурга упоминается граф Удо (лат. Comes Udo de Lemborch), который называется наследником герцога Нижней Лотарингии Фридриха II Люксембургского. Этому сообщению противоречит «Хроника» Альберика де Труа-Фонтена, который указывает, что графство Лимбург (лат. castrum de Lemborch) было создано Вальрамом. Для объяснения этого историк Эрнст, написавший XIX веке «Историю Лимбурга», после детального обзора источников выдвинул версию, по которой граф Удо и граф Вальрам — одно и то же лицо. Однако существуют и другие гипотезы о происхождении Удо, по которым он был либо неназванным в других источниках сыном герцога Фридриха, либо мужем неназванной старшей дочери Фридриха. По версии, приведённой в Europäische Stammtafeln, было два графа Лимбурга, Вальрам и Удо, причём Генрих показан сыном Удо и зятем Валерана, мужем его дочери.

## Биография
В начале своего правления Генрих вступил в конфликт с архиепископом Трира Эгильбертом по поводу церковного имущества, переданного в своё время трирской церкви графиней Адельгейдой Лотарингской, матерью Валерана I Лимбургского. Эгильберт потребовал возвращения имущества, а после отказа Генриха это сделать отлучил его от церкви, что привело к вооружённым столкновениям между ними. В итоге борьба между ними закончилась поражением Генриха, который был вынужден уступить архиепископу, после чего отлучение было снято.
Также у Генриха возник конфликт из-за аббатства Сент-Труйден, опеку над которым он унаследовал от Валерана. Генрих попытался вмешиваться во внутренние дела аббатства, что вызвало возмущение аббата Германа, назначенного епископом Меца Поппо, обратившегося с жалобой к герцогу Нижней Лотарингии Готфриду Бульонскому. В итоге император Генрих IV решил этот конфликт, передав аббатство под опеку Арнульфа, графа Лооза.
В 1095 году умер пфальцграф Лотарингии Генрих II фон Лаах. Он не оставил сыновей и император Генрих IV передал титул пфальцграфа его родственнику Генриху Лимбургскому. Однако на титул пфальцграфа Лотарингии предъявил права также сын графа Балленштедтского Адальберта II, Зигфрид I, мать которого, Адельгейда, была вдовой покойного пфальцграфа. Победителем в итоге к 1099 году вышел Зигфрид.
В 1096 году герцог Нижней Лотарингии, Готфрид IV Бульонский, заложил свои владения императору Генриху IV, чтобы собрать средства для участия в Первом крестовом походе. Герцогский титул оставался вакантным до 1101 года. В это самое время шла борьба между императором Генрихом IV и его сыном Генрихом V за власть в Священной Римской империи. В итоге Генрих Лимбургский встал на сторону Генриха IV, за что император передал ему титул герцога Нижней Лотарингии как внуку Фридриха II Люксембургского.
Генрих Лимбургский оставался верным сторонником императора до его самой смерти в 1106 году. После этого Генрих V атаковал владения сторонников отца. Лимбург был взят, а Генрих Лимбургский был заключён в тюрьму, однако ему удалось бежать, и он снова вступил в борьбу за Нижнюю Лотарингию, но безуспешно. В итоге ему пришлось заключить мир с Генрихом V и графом Лувена Готфридом, которому Генрих V даровал титул Герцога Лотарингии. В итоге Генрих сохранил за собой герцогский титул и стал именоваться герцогом Лимбургским. Это не помешало Генриху продолжить борьбу против Готфрида Лувенского, но особого успеха он не добился. Потомки Генриха Лимбургского продолжили его борьбу и спорили за титул герцога Нижней Лотарингии с представителями Лувенского дома до 1191 года.
Позже Генрих Лимбургский участвовал в мятежах против императора Генриха V, где он выступал как соратник герцога Саксонии Лотаря Супплинбургского. Он участвовал в битве при Анденахе (1114 год) и Вельфесхольце (11 февраля 1115 года), закончившихся разгромом императора.
Умер Генрих Лимбургский в 1119 году, его владения унаследовал сын Валеран II.

## Брак и дети
Жена: Адельгейда фон Поттенштейн (Боттенштейн) (ум. после 13 августа 1106), дочь Бото, графа фон Боттенштейн и пфальцграфа Баварии, и Юдит Швейнфуртской. Дети:
- Агнес (ум. после 13 июня 1129); муж: с 1110 Фридрих IV фон Пютелендорф (1085—1125), пфальцграф Саксонии
- Адельгейда (ум. до 1146); 1-й муж: Фридрих (ум. 1124), граф фон Верль-Арнсберг; 2-й муж: Куно II (ум. 30 июля 1139), граф фон Хорбург-Лехсгемюнд; 3-й муж: Конрад II (ум. 18 ноября 1159), граф фон Дахау
- Валеран (Вальрам) II Язычник (ок. 1085 — 16 июля 1139), герцог Лимбурга и граф Арлона (Валеран III) с 1119, титулярный герцог Нижней Лотарингии (Валеран I) 1125—1138
- Матильда (ум. после 1148); муж: Генрих I Намюрский (ум. до 1138), граф да Ла Рош
- (?) Генрих (ум. после 1131), 1-й аббат Авербодена